# UFC 307
UFC 307: Pereira vs. Rountree Jr. è stato un evento di arti marziali miste tenuto dalla Ultimate Fighting Championship il 5 ottobre 2024 al Delta Center di Salt Lake City, negli Stati Uniti.

## Risultati
|                                        | Divisione             |                     |                 |                       | Metodo                                      | Round           | Tempo           | Premio          |
| Card Principale                        | Card Principale       | Card Principale     | Card Principale | Card Principale       | Card Principale                             | Card Principale | Card Principale | Card Principale |
| -------------------------------------- | --------------------- | ------------------- | --------------- | --------------------- | ------------------------------------------- | --------------- | --------------- | --------------- |
| Sfida valida per il titolo di campione | Pesi mediomassimi     | Alex Pereira (c)    | batte           | Khalil Rountree Jr.   | KO tecnico (pugni)                          | 4               | 4:32            | FOTN            |
| Sfida valida per il titolo di campione | Pesi gallo femminili  | Julianna Peña       | batte           | Raquel Pennington (c) | Decisione non unanime (49–46, 48–47, 48–47) | 5               | 5:00            |                 |
|                                        | Pesi gallo            | Mario Bautista      | batte           | José Aldo             | Decisione non unanime (28–29, 29–28, 29–28) | 3               | 5:00            |                 |
|                                        | Pesi medi             | Roman Dolidze       | batte           | Kevin Holland         | KO tecnico (stop medico)                    | 1               | 5:00            |                 |
|                                        | Pesi gallo femminili  | Kayla Harrison      | batte           | Ketlen Vieira         | Decisione unanime (30–27, 30–27, 29–28)     | 3               | 5:00            |                 |
| Card Preliminare                       |                       |                     |                 |                       |                                             |                 |                 |                 |
|                                        | Pesi welter           | Joaquin Buckley     | batte           | Stephen Thompson      | KO (pugno)                                  | 3               | 2:17            | POTN            |
|                                        | Pesi paglia femminili | Iasmin Lucindo      | batte           | Marina Rodriguez      | Decisione non unanime (29–28, 28–29, 29–28) | 3               | 5:00            |                 |
|                                        | Pesi leggeri          | Alexander Hernandez | batte           | Austin Hubbard        | Decisione non unanime (27–30, 29–28, 29–28) | 3               | 5:00            |                 |
|                                        | Pesi medi             | César Almeida       | batte           | Ihor Potieria         | Decisione unanime (30–27, 30–27, 30–27)     | 3               | 5:00            |                 |
|                                        | Pesi mediomassimi     | Ryan Spann          | batte           | Ovince Saint Preux    | Sottomissione (guillotine choke)            | 1               | 1:35            | POTN            |
|                                        | Pesi paglia femminili | Tecia Pennington    | batte           | Carla Esparza         | Decisione unanime (29–28, 29–28, 30–27)     | 3               | 5:00            |                 |
|                                        | Pesi welter           | Court McGee         | batte           | Tim Means             | Sottomissione (neck crank)                  | 1               | 3:19            |                 |

## Premi
I lottatori premiati ricevettero un bonus di 50.000 dollari.
Legenda:
- FOTN: Fight of the Night (vengono premiati entrambi gli atleti per il miglior incontro dell'evento)
- POTN: Performance of the Night (viene premiato il vincitore per la migliore performance dell'evento)